# Église Saint-Léonard de Fougères
Pour les articles homonymes, voir Saint-Léonard.
Saint-Léonard de Fougères est un lieu de culte catholique, une des églises paroissiales de Fougères, en France. Le culte, la messe catholique, dans cette église a lieu tous les dimanche à 11h00. Elle est située dans la haute ville au voisinage immédiat de l'hôtel de ville et du jardin public. L'impasse Saint-Léonard la sépare de l'ancien siège de la Chambre de commerce et d'industrie du pays de Fougères.

## Histoire
L'église Saint-Léonard a été érigée au XIIe siècle par les moines de Pontlevoy sur le plateau qui domine le château de Fougères. Cette fondation est consécutive à un différend afférent à l'église Saint-Nicolas, lequel les ayant opposés aux religieux de Marmoutiers devait les léser. Très vite, Saint-Léonard est devenu la paroisse du bourg-neuf de Fougères. Elle a été reconstruite de 1407 à 1636 dans un style gothique flamboyant afin de satisfaire aux exigences de l'accroissement démographique que connaissait alors la cité. Profané à la Révolution, l'édifice a été profondément remanié au XIXe par les architectes Tourneux et Prioul, avec notamment la réorientation du sanctuaire, son agrandissement et l'édification d'une nouvelle façade principale.
L'église a fait l'objet d'une inscription à l'inventaire supplémentaire des monuments historiques le 15 mars 1944.

## Architecture

### Extérieurs
Saint-Léonard de Fougères constitue un exemple typique des édifices religieux construits en Haute-Bretagne à la fin du Moyen Âge. Dépourvue de transept, terminée par un chevet plat, son ample nef est accostée d'une enfilade de chapelles construites au gré des fondations et des besoins d'une population croissante. Pour autant, l'église présente des façades homogènes à pignons multiples, les bâtisseurs s'étant astreints à édifier des chapelles régulières. Le côté nord, tourné vers la ville, présente une ornementation sensiblement plus riche (galerie renaissance, gâbles ornés de feuillages et choux frisés, extrados d'une fenêtre agrémenté d'une représentation du péché originel, pinacles sculptés, gargouilles...) que le collatéral sud que bordaient les remparts. 

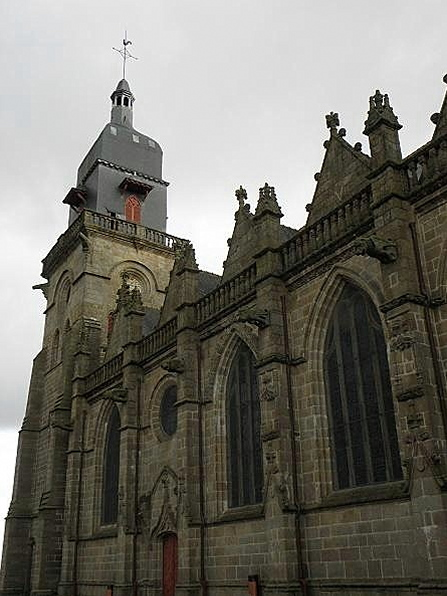
Flanc nord et clocher de l'édifice.
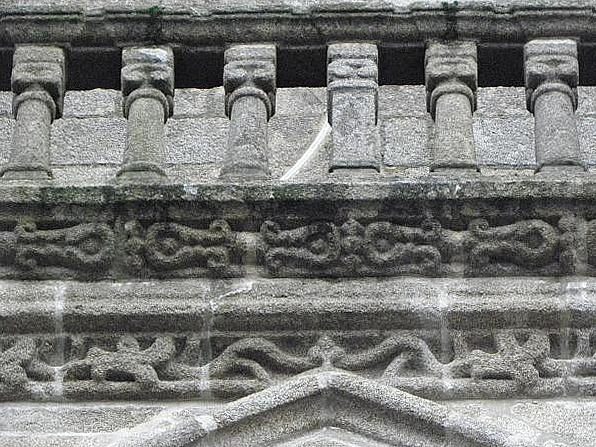
Galerie et ornementation renaissance du côté nord.
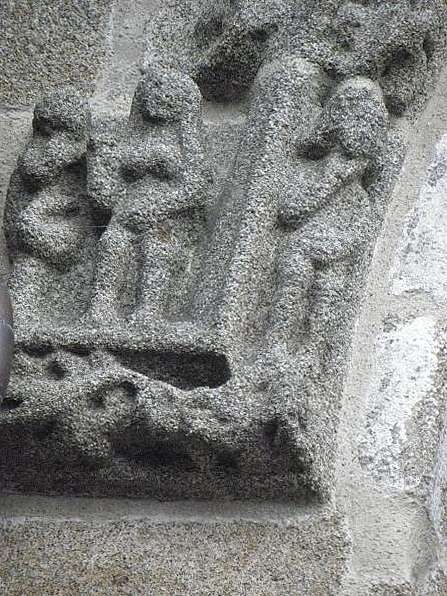
Le péché originel.

La façade principale date du XIXe siècle et remplace le chœur originel. Posée sur un haut emmarchement, véritable dentelle de pierre, elle transpose les modèles des grandes façades flamboyantes d'Ile-de-France (Beauvais, Senlis, Sens ou Meaux) sous les cieux bretons, utilisant avec brio le kersanton pour un résultat des plus gracieux. La porte principale, au tympan ajouré, est entourée de contreforts sommés de pinacles, un gâble couronnant le tout et interrompant une première galerie ouvragée bordant une terrasse sise à mi-hauteur. En retrait, une rose de six mètres de diamètre constitue l'ornement majeur du frontispice. Une seconde balustrade surmonte l'étage intermédiaire qu'achève un fronton orné de motifs feuillagés. Deux puissants contreforts, agrémentés de pinacles et terminés par des clochetons, équilibrent les lignes horizontales des degrés ou galeries, concourant même à un certain élan ascensionnel de l'ouvrage.

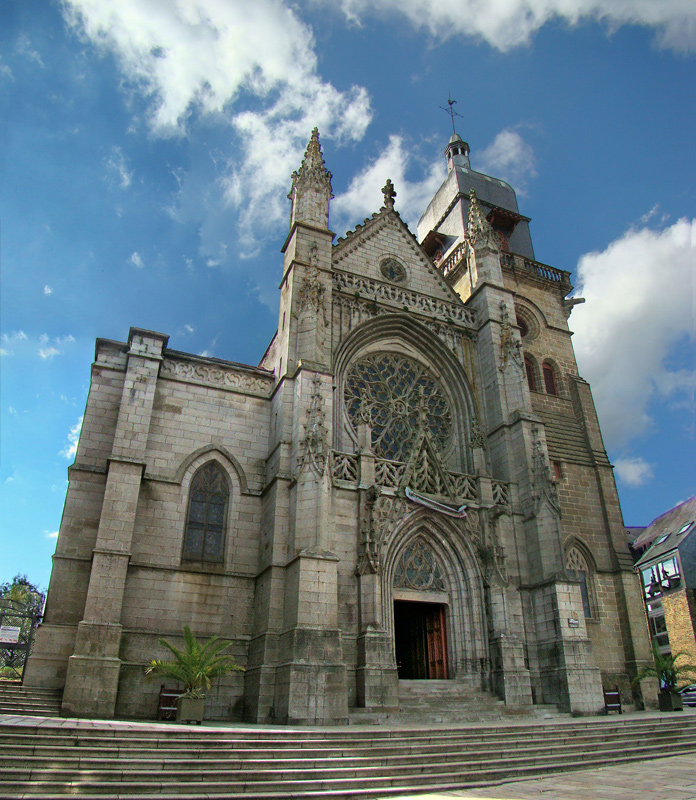
Frontispice est de l'église.
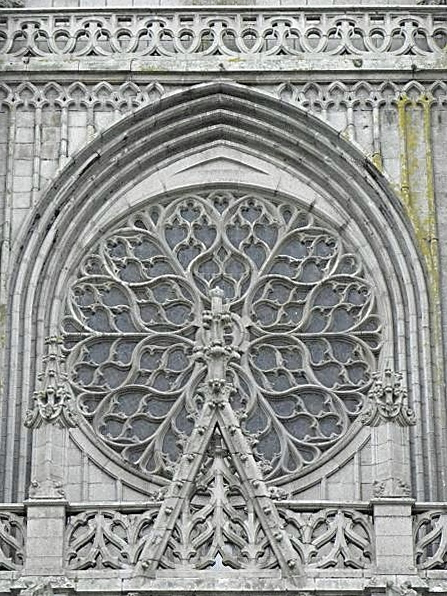
Rosace et galeries de la façade principale.

Le clocher, édifié en granit d'extraction locale, contraste avec la couleur grise du kersanton. Si sa base constitue la partie la plus ancienne de l'édifice, les étages supérieurs trahissent les signes d'une renaissance tempérée par la taille difficile de la pierre. Dotée de gargouilles en forme de canons et d'une galerie renaissance, la tour s'achève par haut beffroi couronné par un dôme à lanternon.

### Intérieur

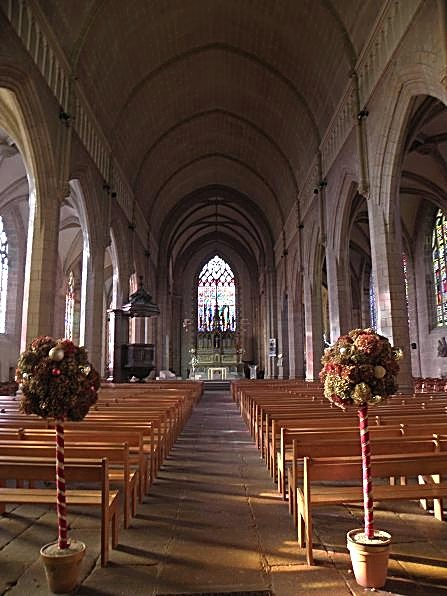
Vue intérieure de l'édifice.

L'église Saint-Léonard de Fougères présente un plan de type basilical des plus simples. Il s'agit en effet d'une ample nef de neuf travées accostée de collatéraux, la première travée constituant une sorte de narthex ouvrant sur deux chapelles (dont une sous la tour). L'édifice s'apparente à une église halle, le douvis couvrant la nef principale ayant cependant été porté à une hauteur supérieure aux voûtes des nefs secondaires au cours du XIXe siècle. 
L'élévation est à deux étages: grandes arcades portant une arcature continue que coiffe un douvis rythmé par des arcs doubleaux. L'éclairage directe de la nef reste parcimonieux: si la maîtresse-vitre occidentale et la rosace orientale y concourent, ce sont bien plus les fenêtres des collatéraux qui permettent d'assurer indirectement une certaine luminosité au vaisseau central. 
Originellement, ces collatéraux consistaient en une suite de chapelles indépendantes. La régularisation du plan de l'édifice au XIXe siècle a sensiblement modifié la perception des volumes, la distribution des espaces et la circulation interne. Le couvrement des collatéraux par des voûtes d'ogives en pierre et la décoration des chapelles sud (tabernacles et crédences lavabos) attestent encore partiellement des dispositions primitives.
L'espace liturgique du chœur est singularisé par la présence d'un arc triomphal à son entrée et le voûtement d'ogives des deux dernières travées de l'église. Ces dernières datent du XIXe siècle qui vit le changement d'orientation de l'édifice, la façade principale étant désormais tournée vers la ville haute.

### Vitraux
La majeure partie des vitraux de l'église Saint-Léonard date de 1959. Le bombardement de la ville en 1944 ayant soufflé les anciennes verrières, François Lorin (1900-1972), maître-verrier à Chartres, a pourvu les fenêtres des collatéraux et du chevet de figures en pied de saints bretons ou ayant fait l'objet d'une vénération particulière au Moyen Âge et sous l'Ancien Régime : sainte Jeanne de France et sainte Geneviève, saint Yves et le Curé d'Ars, saint Crépin et saint Crépinien, saint Aubert et saint Michel.

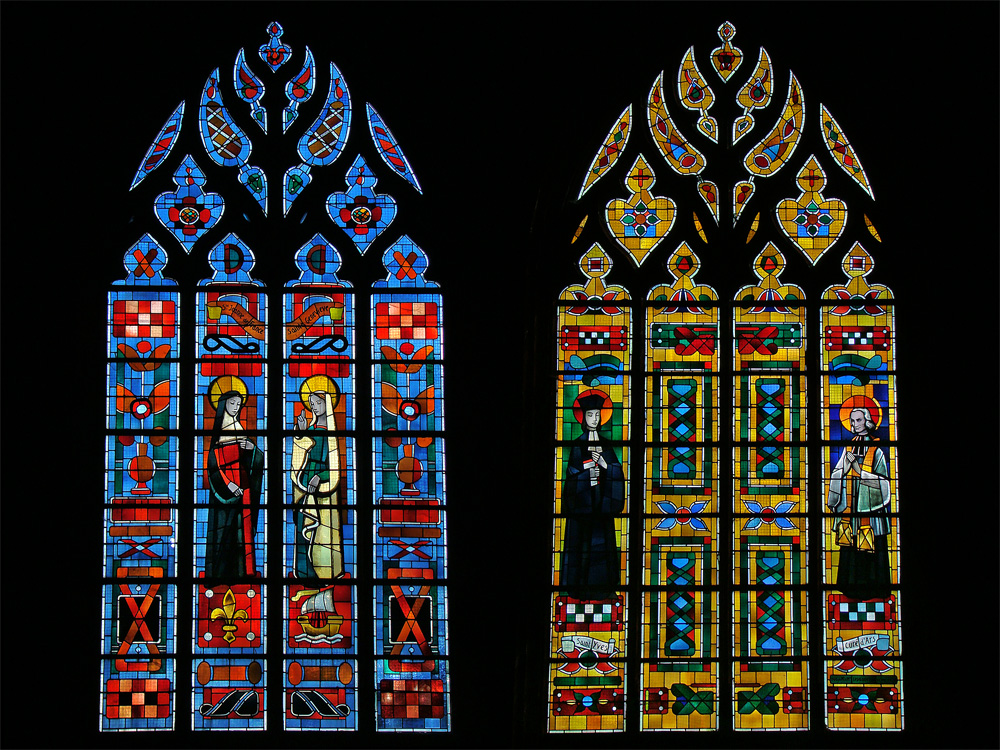
À gauche, sainte Jeanne de France et sainte Geneviève ; à droite, saint Yves et le Curé d'Ars.

L'édifice conserve cependant quelques fragments de sa vitrerie du XVIe siècle ainsi que le vitrail le plus ancien de Bretagne qui provient de l'abbaye de Saint-Denis et date du XIIe siècle. Ces pièces, exposées dans les chapelles flanquant la façade principale de Saint-Léonard, ont été classées le 10 décembre 1906.

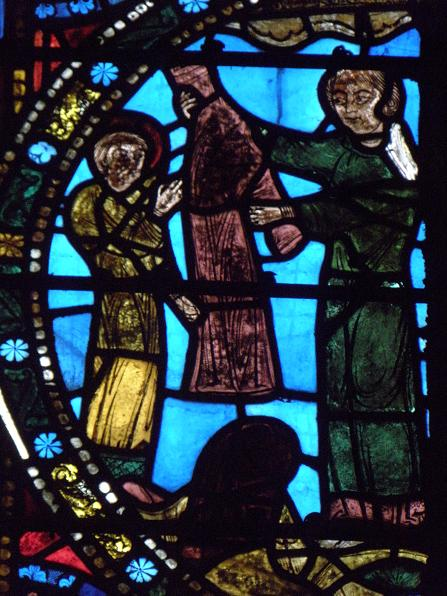
Romanus remettant sa coule à Benoît.
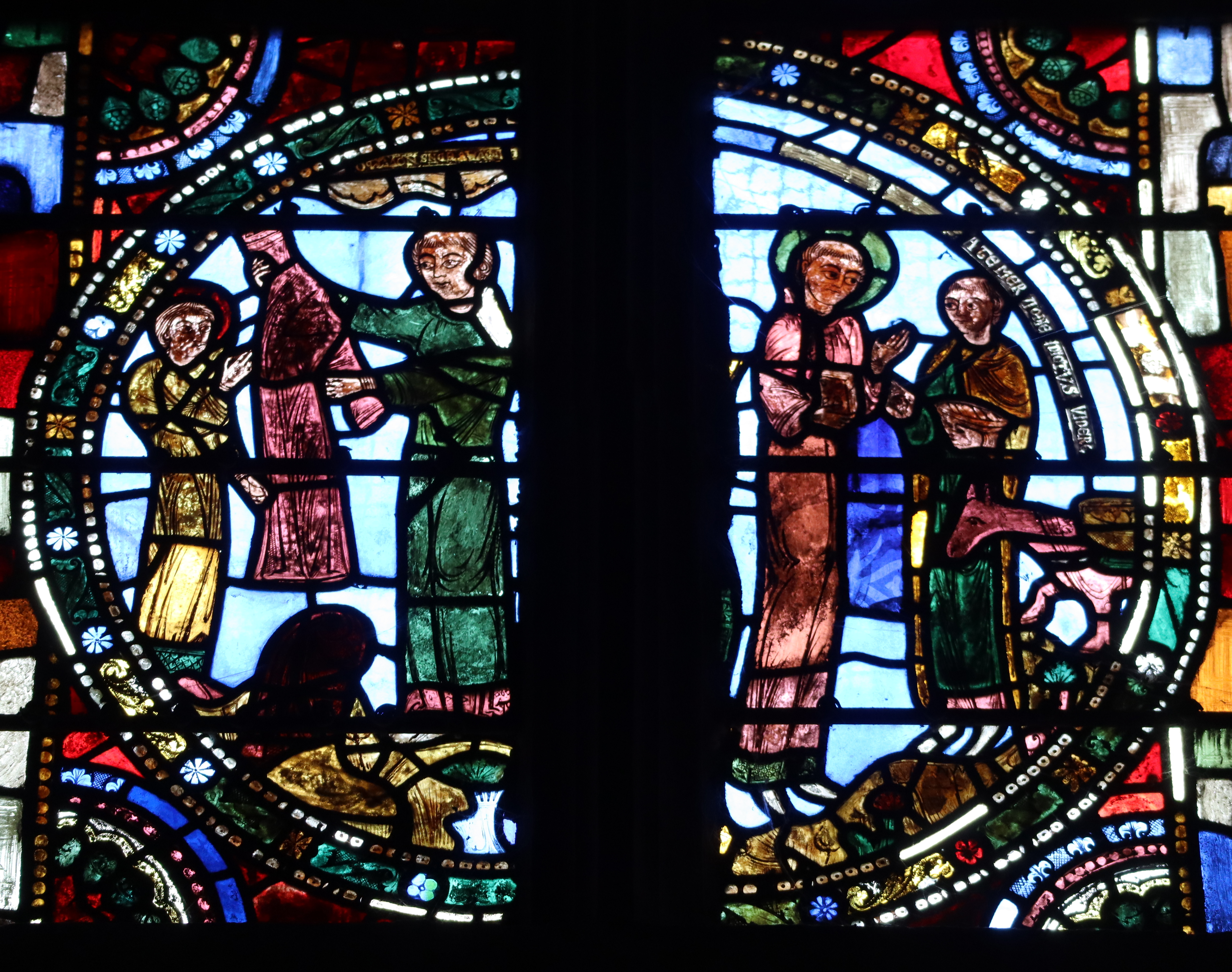
Rondel provenant de l'abbaye de Saint-Denis.
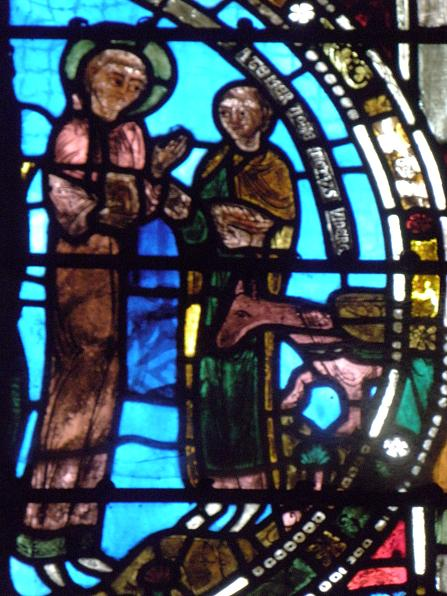
Benoît nourri par un prêtre le jour de pâques.

Dans la chapelle des fonts (chapelle nord, sous la tour):
- Fragments d'une entrée du Christ à Jérusalem (Rameaux) qui ornait l'ancienne maîtresse-vitre et autres scènes du XVIe siècle.
- Fragments d'une résurrection de Lazare, de Jésus dans le Temple, de la femme adultère[6].

Dans la chapelle du Sacré-Cœur (chapelle sud):
- Déploration sur le corps du Christ, donateur et Saint-Yves.
- Rondel du XIIe siècle présentant deux scènes de la vie de Saint-Benoît, provenant de Saint-Denis : Romanus remettant à Benoît sa coule et Benoît nourri le jour de Pâques par un prêtre. C'est le plus ancien vitrail conservé en Bretagne. Il fut donné à l'église Saint-Léonard vers 1898 par Alfred Alexandre Danjou de la Garenne. Ces fragments proviennent de deux verrières commandées par l'abbé Suger entre 1140 et 1144 pour l'église de l'abbaye bénédictine de Saint-Denis.

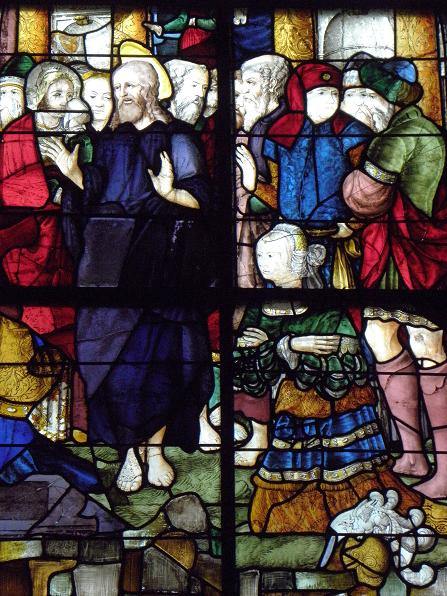
Jésus dans le Temple.
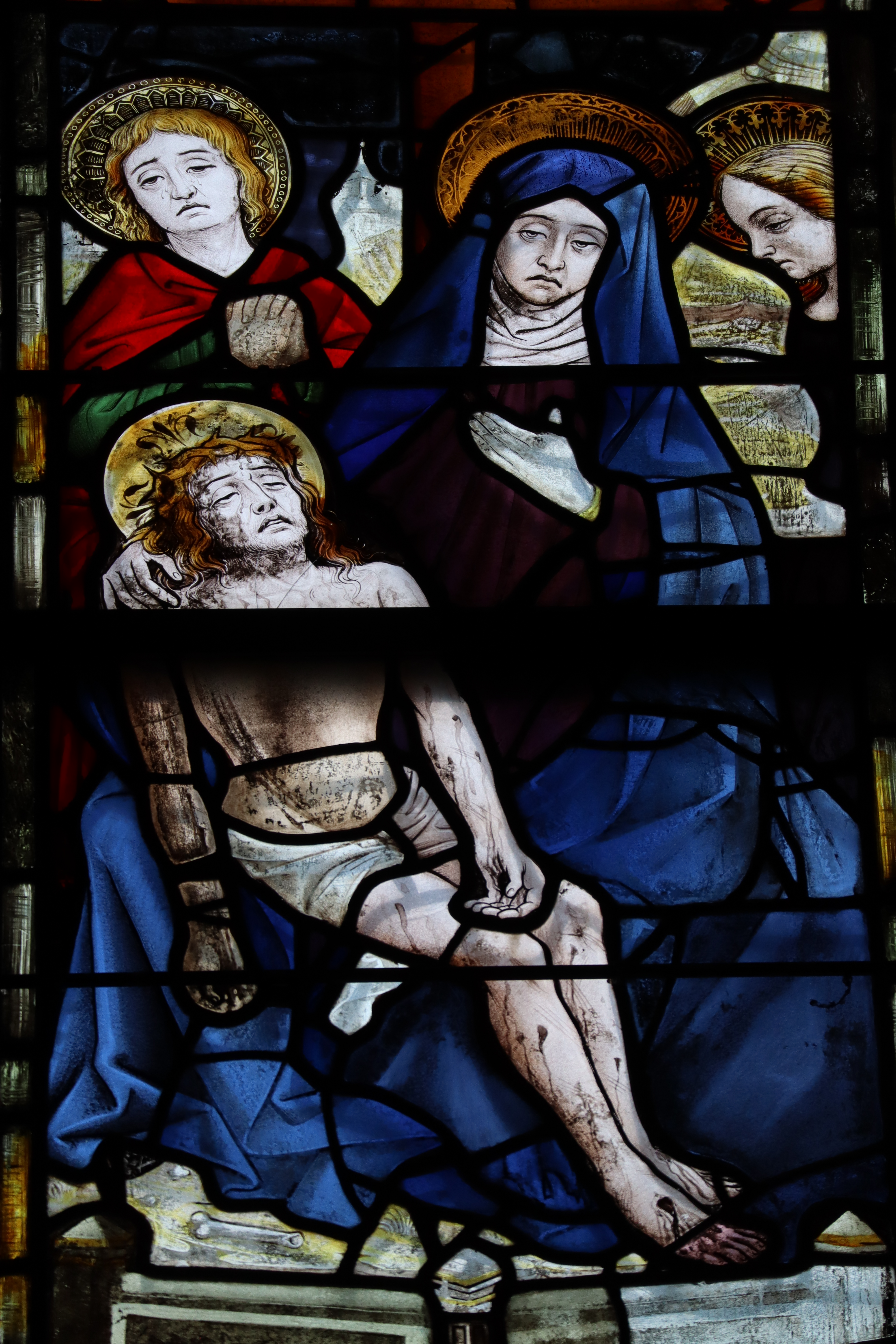
Déploration sur le corps du Christ.
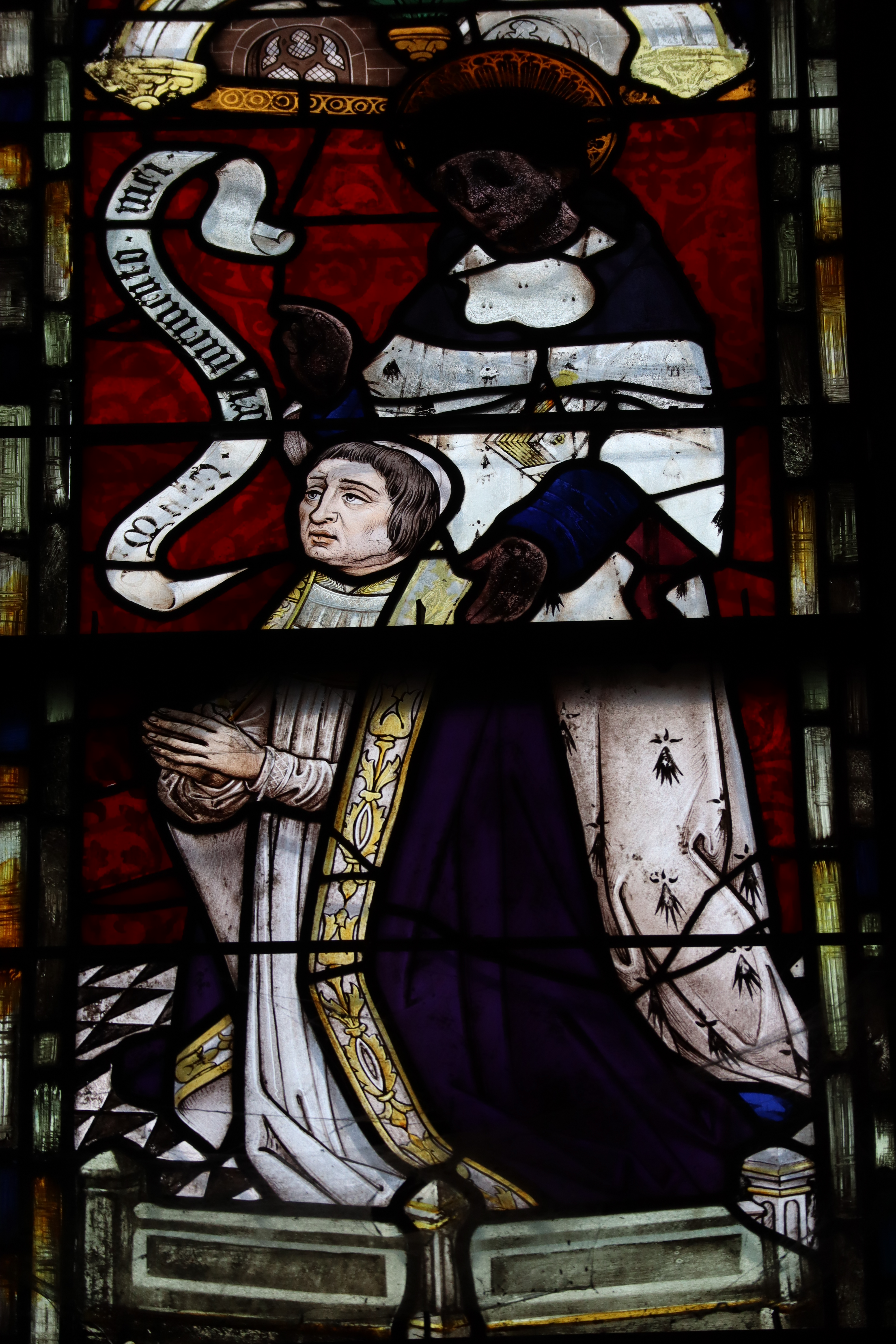
Donateur et Saint-Yves.

## Mobilier

### Les orgues

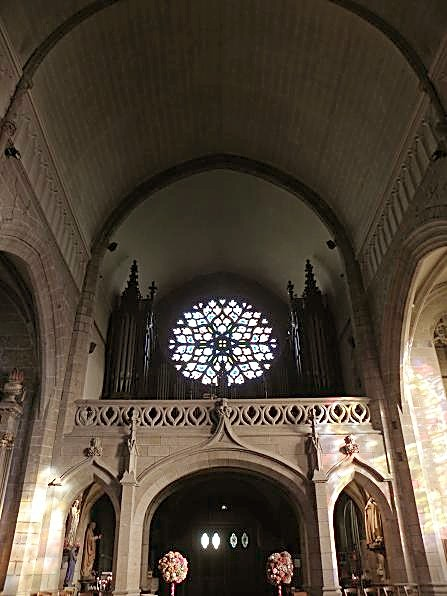
Grandes-orgues Debierre.

Les grandes-orgues ont été construites en 1881 par Louis Debierre.
Elles comportent:
- 3 claviers manuels et un pédalier,
- 37 registres pour 34 jeux réels (3 jeux de pédale (*) sont empruntés au Grand-Orgue),
- la traction électropneumatique des claviers et des jeux.

| I Grand-Orgue C–g3 |      |
| Montre             | 16′  |
| Bourdon            | 16′  |
| Montre             | 8′   |
| Flûte              | 8′   |
| Bourdon            | 8′   |
| Flûte              | 4′   |
| Prestant           | 4'   |
| Quinte             | 2/3′ |

| II Grand-Chœur C–g3 |       |
| Flûte harmonique    | 8′    |
| Salicional          | 8'    |
| Octave              | 4′    |
| Doublette           | 2′    |
| Tierce              | 13/5′ |
| Piccolo             | 1′    |
| Clarinette          | 8′    |
| Fourniture IV       |       |
| Basson              | 16′   |
| Trompette           | 8′    |
| Clairon             | 4′    |

| III Récit (expressif) C–g3 |     |
| Quintaton                  | 16′ |
| Flûte traversière          | 8′  |
| Gambe                      | 8′  |
| Bourdon                    | 8′  |
| Flûte octaviante           | 4′  |
| Octavin                    | 2′  |
| Trompette                  | 8′  |
| Basson-Hautbois            | 8′  |
| Clarinette                 | 8′  |
| Clairon                    | 4′  |
| Voix humaine               | 8'  |
| Voix céleste               | 8'  |

| Pédale C–g1 |       |
| Contrebasse | 16′ * |
| Soubasse    | 16′   |
| Basse       | 8′ *  |
| Flûte       | 4′ *  |
| Bombarde    | 16′   |
| Trompette   | 8′    |

| Copulas et Tirasses manuelles            |
| Tirasses Récit, Grand-Chœur, Grand-Orgue |
| Copulas III/II, III/I, II/I              |
| Octaves aigües Grand-Chœur, Pédale       |

| Tirasses                                        |
| Orage, Récit, Grand-Chœur, Grand-Orgue          |
| Appels Fonds 8', Fonds 8-4', Fonds et Mutations |
| Appels Anches Pédale, Grand-Chœur, Récit        |
| Tutti Anches, Tutti Quanti, Trémolo             |

| Pédale d'expression |

L'instrument a été inauguré le 15 décembre 1881 par César Franck et Eugène Gigout. Originellement d'un seul tenant, le buffet a été modifié en 1902 de sorte qu'il épouse la courbe inférieure de la rosace de la façade principale. Classées à titre d'objet pour leur partie instrumentale le 21 décembre 1990, les grandes-orgues de Saint-Léonard ont été restaurées de 1991 à 1994.

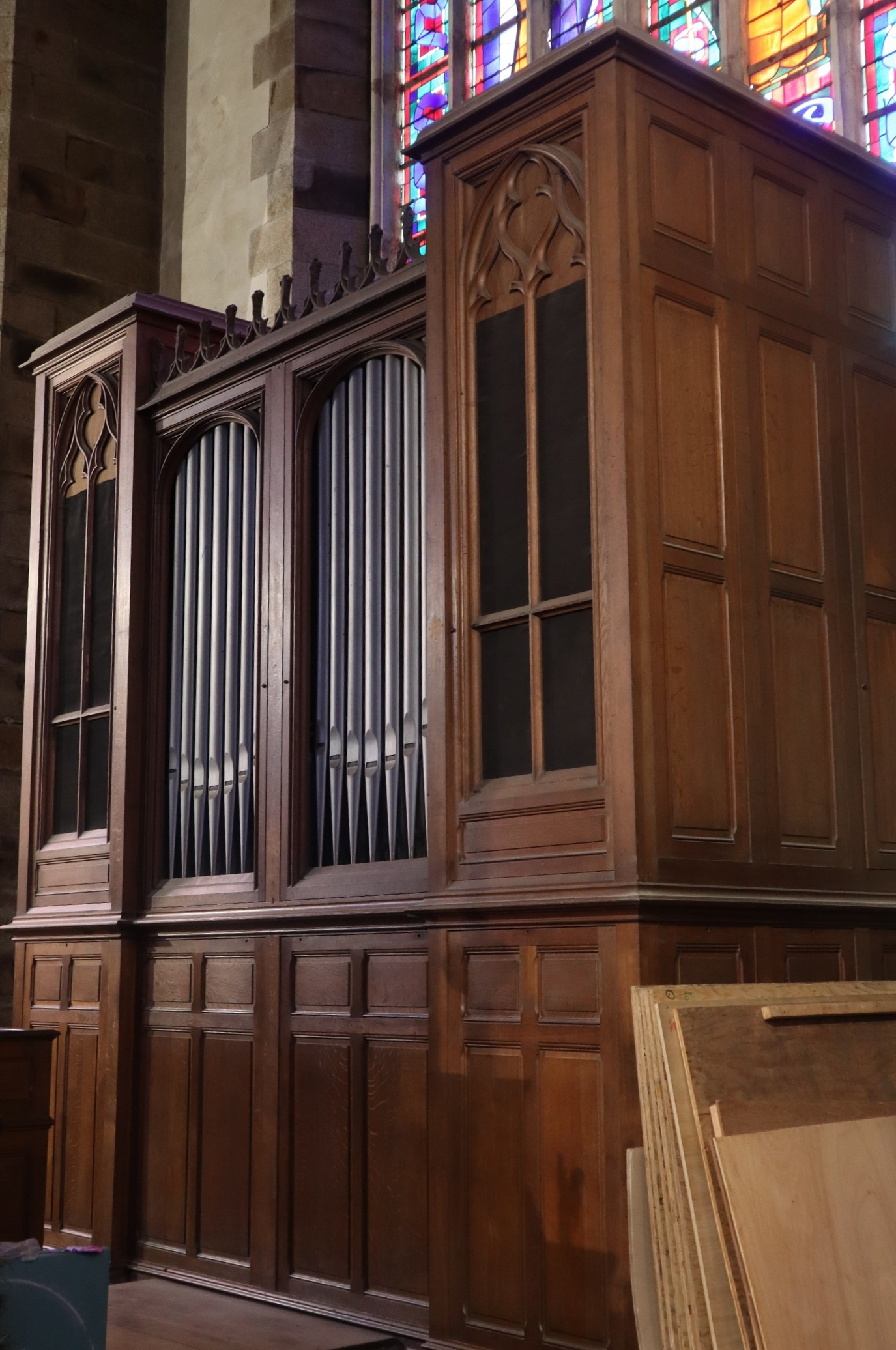
Orgue de chœur Debierre.

Saint-Léonard compte également un orgue de chœur du même facteur. 
Cet instrument comporte:
- deux claviers manuels et un pédalier
- 10 registres pour 8 jeux réels (les 2 jeux de pédale (*) sont empruntés au Grand-Orgue)
- une traction mécanique et un tirage de jeux pneumatique.

| I Grand-Orgue C–g3 |     |
| Bourdon            | 16′ |
| Flûte harmonique   | 8′  |
| Bourdon            | 8'  |

| II Récit expressif C–g3 |    |
| Principal               | 8′ |
| Violoncelle             | 8' |
| Flûte octaviante        | 4′ |
| Plein-jeu 2-5 rangs     |    |
| Trompette               | 8′ |

| Pédale C–g1 |       |
| Soubasse    | 16′ * |
| Bourdon     | 8′ *  |

| Tirasses           |
| Récit, Grand-Orgue |

| Copula        |
| II/I, II/I 4' |

Cet orgue de chœur possède en outre 5 combinaisons fixes et progressives. Il a été classé le 21 décembre 1990 pour sa partie instrumentale.

### Statues et tableaux
- Groupe de l'éducation de la Vierge (originellement statue trinitaire de Sainte-Anne, la Vierge et Jésus, l'enfant ayant été buché depuis), œuvre flamande datant du premier quart du XVIe siècle, classé le 17 mars 1975[11].

- Statue de Sainte-Marguerite, du quatrième quart du XVIe siècle, classée le 17 mars 1975[12].

- Statue de la Vierge à l'Enfant, sculptée en 1873 par Amand Harel, artiste originaire de La Selle-en-Luitré.

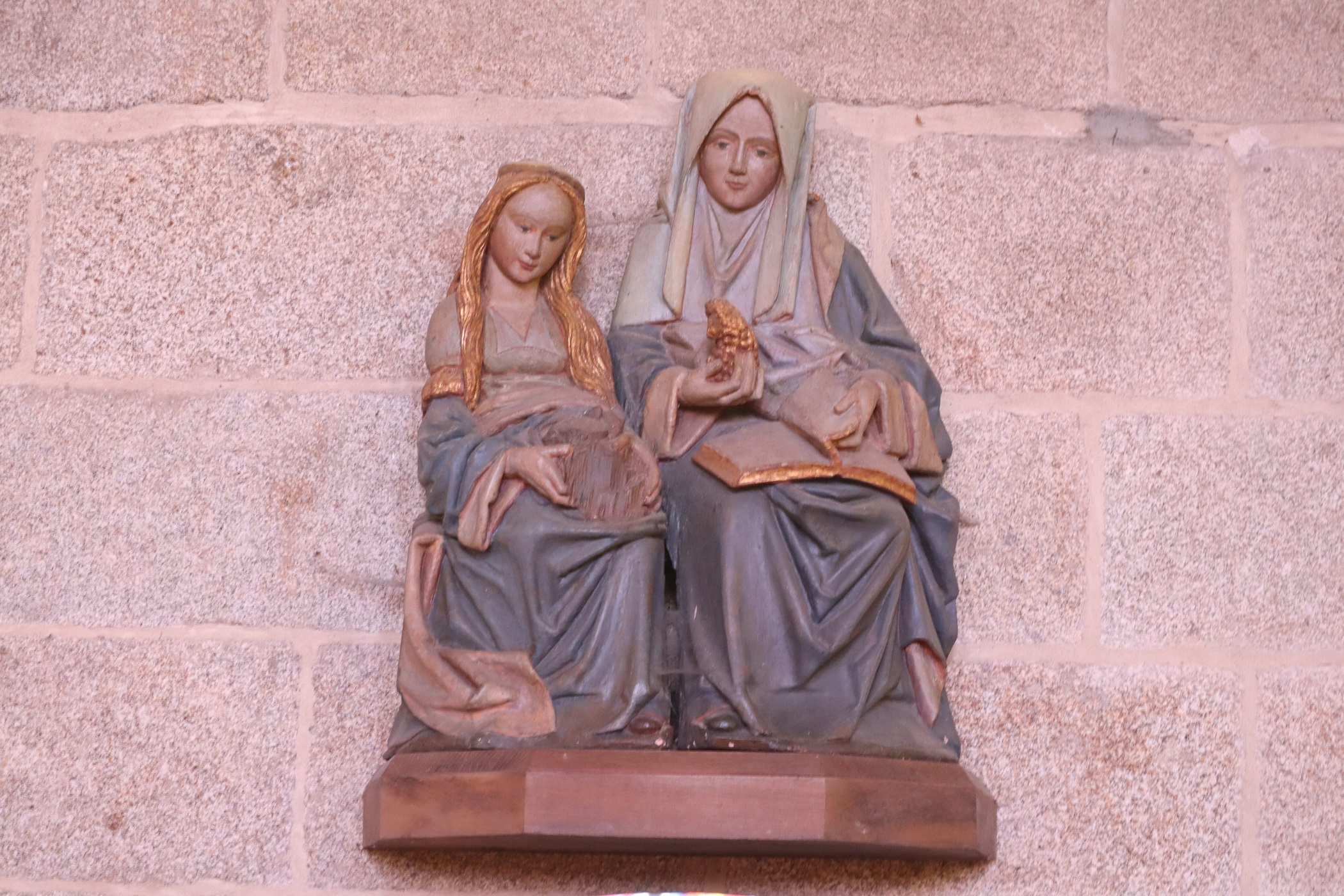
Éducation de la Vierge.
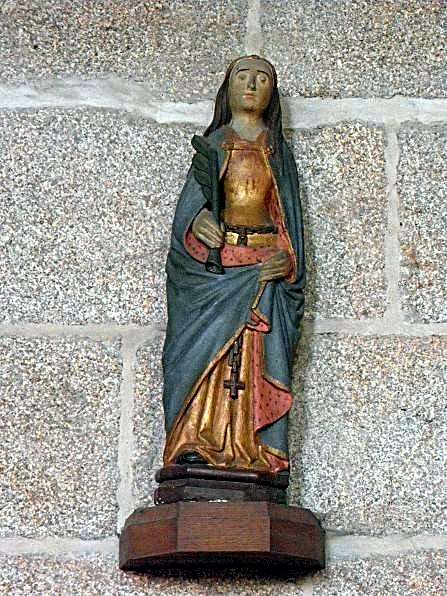
Sainte-Marguerite.
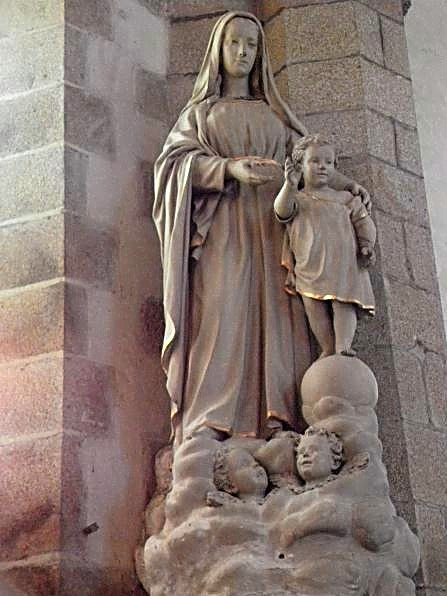
Vierge à l'Enfant.

L'église Saint-Léonard conserve deux tableaux des frères Devéria classés à titre d'objet le 25 octobre 1919:
- l'Assomption: tableau d'Eugène Devéria (1835)[13].

- la résurrection de Lazare: seul tableau d'Achille Devéria conservé à Fougères (1835)[14].

Originellement, sept tableaux des frères Devéria ornaient l'église. Quatre furent dans un premier temps réalisés par Eugène en 1834: l'Adoration des mages, le Christ au milieu des docteurs, la descente de Croix et la Résurrection. Ils se trouvent actuellement au couvent des urbanistes et ont été classés le 14 avril 1908. Cet ensemble fut complété par les deux tableaux exposés in situ ainsi que par un tableau de chevalet, classé le 3 avril 1975, qui orne actuellement le salon des mariages de l'Hôtel de Ville. Cette œuvre a pour thème la présentation au temple. 
La réalisation de ce corpus exceptionnel s'explique par le fait que les artistes, outre qu'ils étaient familiers de Victor Hugo, dont la maîtresse Juliette Drouet était fougeraise, avaient pour ami un des membres du conseil de fabrique de Saint-Léonard. Ce fut par ailleurs l'occasion de remeubler l'église qui avait été profanée et saccagée au cours de la période révolutionnaire.  

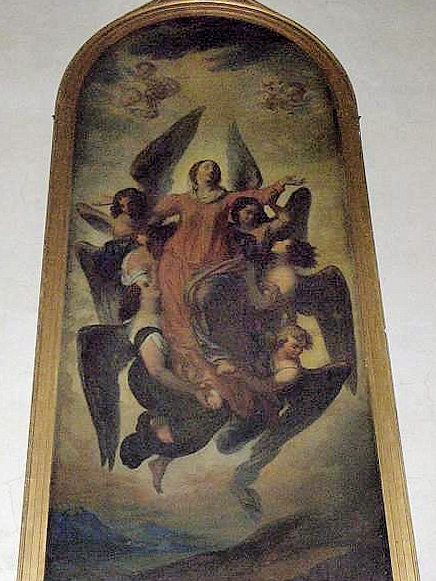
Assomption de la Vierge.
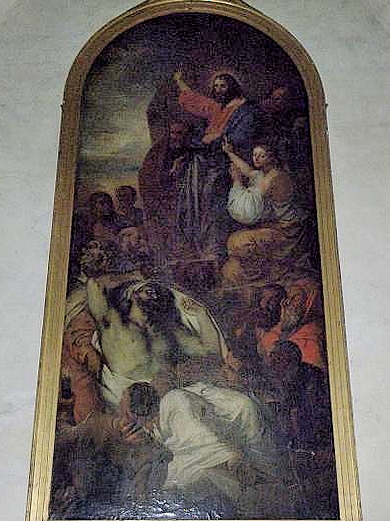
Résurrection de Lazare.

### Autres œuvres d'art
- Chaire à prêcher de 1716.

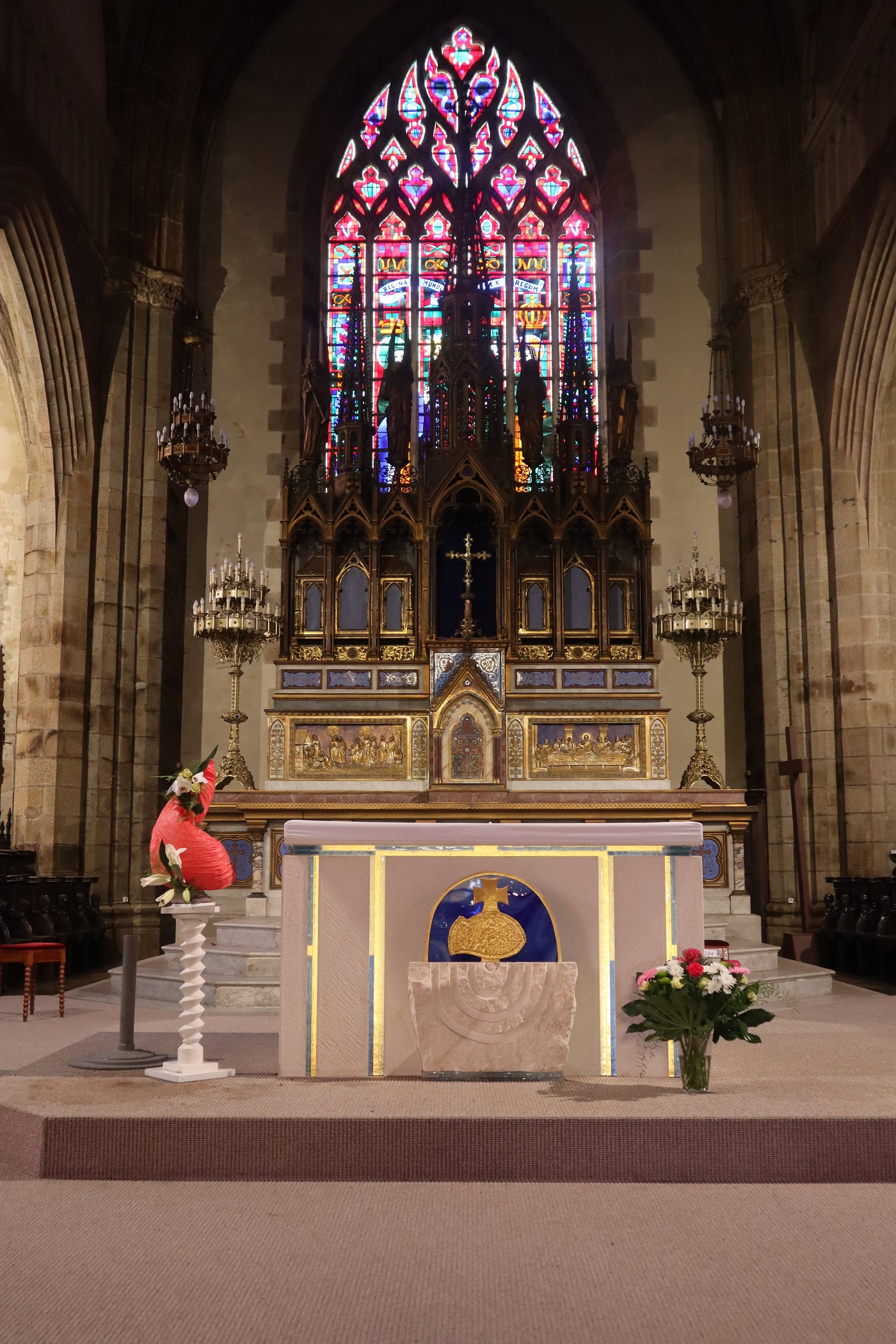
Maître-autel de Saint-Léonard par Poussielgue-Rusand.

- Maître-autel néogothique réalisé en marbre, cuivre et émaux par Poussielgue-Rusand (1882), classé à titre d'objet le 28 septembre 1977[19]. L'antependium présente cinq cartouches figurant l'Agneau et le tétramorphe, tandis que deux bas reliefs, entourant le tabernacle, offrent des représentations de l'adoration des mages et de la cène. L'exposition est entourée de deux chasses, quatre anges et trois pinacles couronnant le tout.

- Grille de clôture du chœur en ferronnerie, également classée[20].